# Klinefelters syndrom
Klinefelters syndrom (KS) er en tilstand der skyldes en kromosomtalsafvigelse og forekommer kun hos drenge og mænd. Syndromet er opkaldt efter den læge, Harry Klinefelter, der i 1942 først beskrev syndromet. Der er stor usikkerhed omkring hvor mange drenge og mænd, som har denne kromosomtalsafvigelse, men det skønnes at være mellem 1:600 og 1:1.200. Grunden til den store afvigelse er at mange slet ikke har symptomer, eller at de generes så lidt at de aldrig får konstateret syndromet.

## Variationer
Normalt har drenge kønskromosomparret XY (hvor piger har XX), men i tilfælde med KS har de et ekstra X – altså XXY. Variationer af 47XXY er mere sjældne, men både 48XXYY, 48XXXY, 49XXXYY, 49XXXXY og mosaikken 46XY/47XXY er set. En mosaik fremkommer ved at de, der skulle have været tveæggede tvillinger, gror sammen til én (dette sker i et meget tidligt stadie). Det er ikke alle disse variationer der længere anses for at være variationer af KS.

## Symptomer
Symptomerne ved KS fremkommer ved at det ekstra X-kromosom signalerer produktion af kvindelige hormoner. Y-kromosomets eneste funktion er at udvikle de mandlige funktioner, men da der er to X-kromosomer, vil der være et overtag herfra. De mest markante symptomer er barnløshed (eller blot nedsat sædkvalitet) samt udskillelse af kvindelige hormoner, der fx kan udmunde i brystudvikling. Derudover bliver de som regel højere end gennemsnittet, og herefter følger en lang række symptomer:
- mindre kønsorganer
- generel passiv opførsel
- sprogproblemer
- koncentrationsvanskeligheder
- lavt blodtryk
- nedsat muskelstørrelse
- lidt eller manglende behåring
- feminin fedtfordeling
- træthed
- depression/nedstemthed
- dårlig selvfølelse

Disse symptomer forekommer ikke hos alle og er ofte ubemærkede. De psykiske symptomer skyldes ikke det ekstra X-kromosom, da dette kun har kønslig indvirkning.

## Behandling
Det er som regel ikke nemt at opdage KS, men i udtalte tilfælde vil man være klar over anormaliteten og ved en kromosomtest vil man opdage ændringen. Således kan man behandle med tilskud af mandligt kønshormon fra 11-12-årsalderen.